# Belladonna (actriță porno)

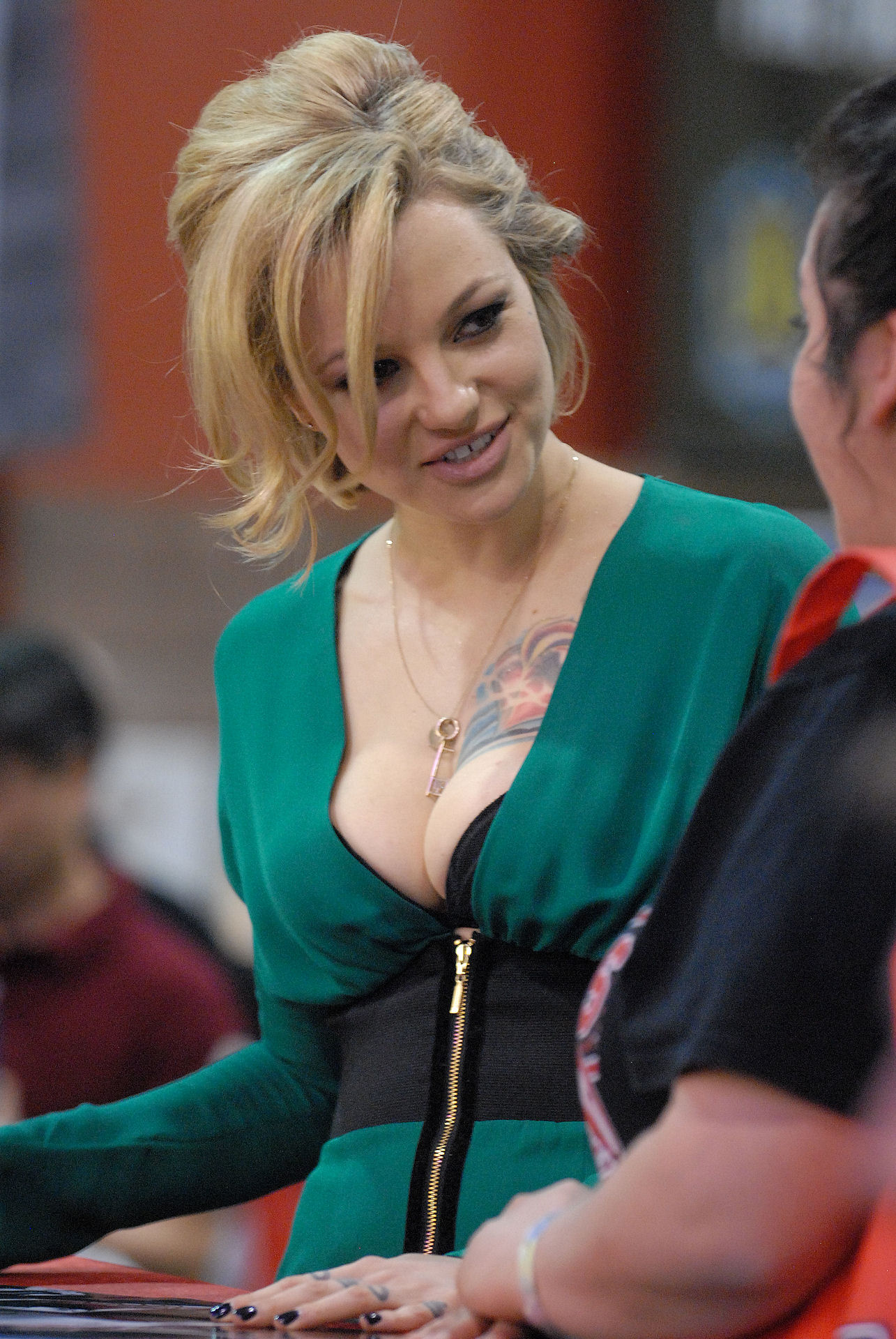
Belladonna (actriță)

Belladonna (Michelle Sinclair, n. 21 mai 1981, Biloxi, Mississippi) este o fostă actriță pornografică americană. În prezent ea este căsătorită cu Aiden Kelly, cu care are în anul 2005 o fetiță.

## Premii
| Anul | Premiu              | Award                                                                      | Film                            |
| ---- | ------------------- | -------------------------------------------------------------------------- | ------------------------------- |
| 2003 | AVN Award           | Best Oral Sex Scene                                                        |                                 |
| 2003 | AVN Award           | Award Best Tease Performance                                               |                                 |
| 2003 | AVN Award           | Best All-Girl Sex Scene                                                    | The Fashionistas                |
| 2003 | AVN Award           | Best Supporting Actress                                                    | The Fashionistas                |
| 2003 | XRCO Award          | Female Performer of the Year                                               |                                 |
| 2003 | XRCO Award          | Best Actress                                                               |                                 |
| 2003 | XRCO Award          | Orgasmic Actress                                                           |                                 |
| 2003 | XRCO Award          | Best Girl-Girl Scene                                                       |                                 |
| 2005 | AVN Award           | Best Video Feature                                                         | Bella Loves Jenna               |
| 2006 | FICEB Award         | Ninfa especial del jurado / The Jury’s Special Award                       |                                 |
| 2008 | AVN Award           | Best Director – Non-Feature                                                | Belladonna: Manhandled 2        |
| 2009 | AVN Award           | Best Girl-Girl Sex Scene (zusammen mit Jesse Jane)                         | Pirates II: Stagnetti’s Revenge |
| 2009 | AVN Award           | Best Supporting Actress                                                    | Pirates II: Stagnetti’s Revenge |
| 2009 | AVN Award           | Best All-Girl 3-Way Sex Scene (zusammen mit Aiden Starr und Kimberly Kane) | Belladonna’s Girl Train         |
| 2009 | AVN Award           | Best Foot/Leg Fetish Release                                               | Belladonna’s Foot Soldiers      |
| 2009 | XBIZ Award          | Director of the Year – Body of Work                                        |                                 |
| 2009 | XRCO Award          | Best Orgasmic Analist                                                      |                                 |
| 2009 | XRCO Award          | Best Orgasmic Oralist                                                      |                                 |
| 2011 | AVN Award           | AVN Hall of Fame                                                           |                                 |
| 2011 | Erotic Lounge Award | Fan Award: Beste Regie                                                     |                                 |
| 2013 | XRCO Award          | Hall of Fame                                                               |                                 |